# 愛音まひろ
愛音 まひろ（あいね まひろ、1991年1月17日 - ）は、日本の元AV女優。アクシスプロモーション所属。
出身地:北海道。血液型:A型。身長:148cm。スリーサイズ:B83(C)・W59・H83cm。趣味:カラオケ、お菓子作り。特技:歌、ピアノ、フルート。

## 略歴・人物
2009年4月に『新人デビュー』（ミリオン）でデビューした、ロリ系のAV女優である。

## 出演作品

### アダルトビデオ

#### 2009年
- 新人デビュー （4月24日、ミリオン） ※デビュー作
- 初体験 （5月18日、ミリオン）
- 学校でしちゃお♥ （6月19日、ミリオン）
- すんごく気持ちいい中出ししよッ♥ （7月17日、ミリオン）
- 裏・愛音まひろ レズ解禁 〜責め手は藤井シェリー〜 （8月17日、ミリオン）
- 首都圏 援交 69 （9月1日、フルセイル）
- REC 74 （9月10日、プレステージ）
- 涼宮ハヒルの憂鬱 七夕ラプソディ （11月27日、TMA）オムニバス作品

#### 2010年
- オレの妹とヤラないか? （1月7日、グローリークエスト）
- 田舎で噂のかわいい女子校生の初めて上京 （1月7日、SODクリエイト）
- 女子校生は顔射マニア! DX （2月25日、美）
- ロリータ中出し強姦 （2月26日、TMA）オムニバス作品
- 憧れのあの子の妹と入れ替わり! （3月4日、ディープス）
- 貧乳縞パンツインテール （3月12日、TMA）オムニバス作品
- 潮吹きエンジェル （3月19日、ドグマ）
- 違法撮影 Target 06 （3月19日、アテナ映像）
- TOKYO SCHOOL GIRL （3月26日、おかず。）
- ふたなりマリア様 （3月26日、TMA）
- 誰にも言えない禁断のレズ恋愛 親友のママに愛されて… vol.2 （4月6日、ディープス）
- 援交 転校生 まひろ （4月9日、Up'S）
- めざせ!!ドリームシャワー （4月15日、ワープエンタテインメント）
- 白い性欲 （4月19日、ドグマ）
- 愛音まひろといく! 混浴露天バスツアー （4月23日、EROTICA）
- いちごパンツしか見たくない! 4時間 （4月23日、TMA）オムニバス作品
- ブルマ少女拘束バイブ連続アクメ （4月23日、I.B.WORKS）オムニバス作品
- STOP!援助交際 ￥2 （4月30日（レンタル） / 6月11日（セル）、LEO）オムニバス作品
- 泣きじゃくり 泣き虫美少女・涙ぼろぼろイラマチオ （5月5日、ドリームチケット）
- 中出し巫女レイプ （5月7日、TMA）オムニバス作品
- 学校では見せない桃尻美少女の本性 （5月7日、オーロラプロジェクト・アネックス）
- 精子を飲むお嬢さん （5月14日、ラッシュ）
- AV出演希望のワケありOLたち （5月31日（レンタル） / 7月9日（セル）、LEO）オムニバス作品
- 漏らしてもいいけど、絶対イッちゃダメ!! （6月15日、ワープエンタテインメント）オムニバス作品
- ソルトシャワー 熟若女のおしっこみせて Vol.8 （6月19日、ゲロニア）オムニバス作品
- いいなり女子校生 （6月25日、隼エージェンシー）
- 「おじさんを食べたくって仕方がない…」という超美人現役音大生 しおり 19歳 （7月8日、V&Rプロダクツ） ※「しおり」名義
- ノーパンHighSchool （7月13日、マルクス兄弟）
- 「夫が帰宅しても発情したら止まらない!セックスレスの専業主婦が誘う押し入れセックス」 VOL.1 （7月22日、DANDY）オムニバス作品
- 人妻密会 3 （7月30日（レンタル） / 8月13日（セル）、LEO）オムニバス作品
- 第6回 女子高生! 妹-1グランプリ こんな妹が欲しかった!! アナタが決める1億2000万人の『僕だけの妹♥』選手権 （8月5日、ディープス）
- 「ママには言えない…」ラ○オ体操中に声も出せずお漏らしするほど反応する敏感娘（8月5日、ナチュラルハイ）オムニバス作品
- 可愛いメガネ妹に顔射しようぜ! （8月13日、マルクス兄弟）オムニバス作品
- スーパーヒロイン危機一髪!! Vol.35 仮面の騎士 ルビーナイト編 （8月13日、GIGA）
- ザーメン大好き美少女たちのスペレズとゴックン （8月19日、エムズビデオグループ）
- ふやけるほど、ち○ぽなめ。 2 （8月20日、AFLO FILM）オムニバス作品
- 彼氏と電話しながら犯されて感じた女の口は嘘をつく （8月24日、ナチュラルハイ）オムニバス作品
- こだわりの手こき4時間SP 16 （8月25日、隼エージェンシー）オムニバス作品
- ネ申AV! 国民的アイドルグループのマネージャーになった僕。 〜アイドルだってSEXするぜ!裸の推しメンに会いたかった!!〜 （9月9日、ディープス）
- ザーメン女優 私たちが飲みます （9月10日、ラッシュ）オムニバス作品
- セーラープリズム 究極触手凌辱 （9月10日、GIGA）
- 小悪魔寸止め女子校生 （9月13日、アロマ企画）オムニバス作品
- 我マンできない角マンオナニスト （9月13日、マルクス兄弟）オムニバス作品
- 催眠 赤 DX 35 ドキュメント編 （9月17日、アウダースジャパン）
- 催眠 赤 DX 35 スーパーmc編 （9月17日、アウダースジャパン）
- 催眠 赤 DX 35 スーパーコンプリート編 （9月17日、アウダースジャパン）
- 黒タイツ中出し女子校生 （9月19日、イエロー）
- 突然パンチラで挑発されてこっそりシゴいちゃった僕。 その4 （9月25日、アロマ企画）オムニバス作品
- 美少女に無理矢理 連続手コキで搾り採られちゃった僕。 その2 （9月25日、アロマ企画）オムニバス作品
- エロ舐め美少女 全身舐めで発射されちゃった僕。 （9月25日、アロマ企画）オムニバス作品
- フェラコレ 女子校生編 3 （9月25日、隼エージェンシー）オムニバス作品
- 図書館で声も出せず糸引くほど愛液が溢れ出す敏感娘 5 SP （10月7日、ナチュラルハイ）オムニバス作品
- 「新・間違えたフリして女子校通学バスに乗り込んでヤられた」 VOL.2 （10月7日、DANDY）オムニバス作品
- ロリータ貧乳乳もみインタビュー （11月1日、Fetishist）オムニバス作品
- B.B.ボーイズに目覚めちゃった僕。 小悪魔編 5 （11月13日、アロマ企画）オムニバス作品
- あんどろメイド 1 （11月15日、ケー・トライブ）
- 淫乱・淫語・ディルドオナニー （11月25日、アロマ企画）オムニバス作品
- 癒らし。 VOL.78 （12月3日、アウダースジャパン）
- ナチュラルハイ年末スペシャル 痴漢OK娘 特別編 図書館で出会ったあの超極上ポニーテール美少女を連日痴漢で精子を飲むまでOKさせろ （12月7日、ナチュラルハイ）オムニバス作品
- いもうとLOVE 16 （12月15日、ケー・トライブ）
- 美少女制服レズ日記 2 （12月20日、ピーターズ）
- 制服縞パンニーソックス 3 （12月24日、TMA）オムニバス作品
- 突然、淫乱美少女に連続2回しゃぶられちゃった僕。 （12月25日、アロマ企画）オムニバス作品

#### 2011年
- ムレムレブルマバス 2 （1月8日、ディープス）
- 絶対領域 2nd impact Volume 24 （1月15日、ケー・トライブ）
- おねだり痴女 第2章 （1月25日、隼エージェンシー）オムニバス作品
- フェラコレ2011冬SP （1月25日、隼エージェンシー）オムニバス作品
- ヒロイン洗脳 Vol.08 セーラーメディウム （1月28日、GIGA）
- ピタパン尻コキ （2月1日、Fetishist）オムニバス作品
- あ〜やらしい! File 18 臭っ〜いマニア汁が飲みたいの! （2月4日、S.P.C）
- 中出しメイド狩り （2月11日、TMA）オムニバス作品
- 育成日記 妹の美乳 11 （2月15日、ケー・トライブ）
- 禁断のレディースクリニック （3月4日、アウダースジャパン）
- DOKIレズ 55 （3月4日、アウダースジャパン）オムニバス作品
- スナックのママを口説くためにカウンターで宿題をしていた娘に勉強を教えたら好きになられちゃって困った （3月5日、ナチュラルハイ）オムニバス作品
- セーラープリズム 2 （3月11日、GIGA）
- 貴方を見つめて まんぐりおねだりオナニー 3 （3月13日、アロマ企画）オムニバス作品
- 黒パンスト×タイトスカート エロチシズム （4月13日、アロマ企画）オムニバス作品
- ブルマ入学式 〜新たなスタートを切る初々しくて恥ずかしがり屋なブルマ入学生一同〜 （4月21日、ディープス）
- 超撃戦隊ワイルドレンジャー ワイルドピンク ヒロイン悪堕ち 裏切りの女司令官 （4月22日、GIGA）
- いいなり女子校生に犯りたい放題 （4月25日、隼エージェンシー）オムニバス作品
- お兄ちゃんとなんかぜんぜんエッチしたくないんだからねっ!! （5月18日、LOTUS）オムニバス作品
- 『便女当番』 3 （5月19日、SODクリエイト）
- 小悪魔マッサージで感じちゃった僕。 （5月25日、アロマ企画）オムニバス作品
- エロ美少女が一生懸命エッチな淫語で責めてあげる （5月25日、アロマ企画）オムニバス作品
- 貧乳妹生中出し （5月27日、TMA）オムニバス作品
- 同級生に見つからないように女子高生が生尻みせて後ろのボクを誘ってきた （6月4日、SWITCH）オムニバス作品
- 敏感貧乳いぢり （6月10日、I.B.WORKS）オムニバス作品
- チェックのプリーツミニスカニーソックス娘しか見たくない! 4時間 （6月24日、TMA）オムニバス作品
- 口だけフェラでイカされちゃった僕。 （6月25日、アロマ企画）オムニバス作品
- 誰にも言えない禁断のレズ恋愛 私の初めては水泳部の女の先輩 vol.2 （7月7日、ディープス）
- Best of 愛音まひろ （7月8日、アウダースジャパン） ※総集編
- タッチハート!メルピュア （7月8日、GIGA）
- とある卑猥な仮装少女 （7月22日、TMA）オムニバス作品
- 魔法美少女戦士 フォンティーヌ （7月22日、GIGA）
- 生意気!!かわいい!!エロ!! 女子校生 （7月25日、隼エージェンシー）オムニバス作品
- フェラチオ上手なJK お口使いの上手な女子校生たち（8月19日、GLAY'z IMPACT）
- 巫女中出し強姦（9月9日、TMA）
- ザ・あぶない映像！ 『姉の不倫関係をばらし、金をふんだくり、犯しちまった弟』（9月25日、SIDE-B）
- ロリJKまひろ（10月19日、GLAY'z IMPACT）
- 憑依アイドル（10月20日、DEEP'S）
- ぼくらのまひろ4時間（11月15日、K-Tribe）

#### 2012年
- TOHJIRO・体液ベストセレクション No1 （1月19日、ドグマ）

### アダルトサイト
- Short No.368 Mahiro  (S-Cute)
- 7th No.78 Mahiro  (S-Cute)
- Mahiro #3 うぶっ娘に悪戯H  (S-Cute)
- Mahiro #4 うぶっ娘の隠れオナ  (S-Cute)
- No.323 愛音まひろ  (TOKYO247)
- 敏感148cm 愛音まひろ (S-Cute)
- 思春期「手紙」 愛音まひろ (S-Cute)

### Vシネマ・エロティックドラマ
- 最強女子大生 パチンカー麗子 （2010年7月2日、シネマファイト）
- 露出に目覚めた女子校生と露出に憧れるAV女優（2011年9月8日、SODクリエイト）
- 濡恥妹（2011年9月16日、GPミュージアム）
- 華麗なるエロ神家の一族 -深窓令嬢は電気執事の夢をみるか-（2011年10月5日、クロックワークス） - 珠代 役

### イメージビデオ
- 美女秘湯めぐり 伊香保温泉編 （2010年6月29日、オルスタックピクチャーズ）
- けあふるガ〜ル （2010年11月5日、心交社）

## その他の出演

### テレビ番組
- おとなのびっくりクリニック 2 （2010年7月、日本海テレビ） - マンスリーゲスト
- 桃のささやき #1 （2010年7月7日、MONDO21）

### プロモーションビデオ
- 平井堅 『CANDY』